# Abigail Spears
Abigail Spears (* 12. Juli 1981 in Valley Center, San Diego County) ist eine ehemalige US-amerikanische Tennisspielerin. Ihren bisher größten Erfolg erzielte sie im Jahr 2017, als sie bei den Australian Open im Mixed siegreich war.

## Karriere
Spears begann mit sieben Jahren Tennis zu spielen. 1998 und 1999 war sie in den Vereinigten Staaten im Doppel die Nummer 1 der Juniorinnen, 1999 belegte sie in der Einzelrangliste einen Platz in den Top Ten.
Seit Oktober 2000 ist sie Tennisprofi. Im Einzel gewann sie bislang acht Turniere auf dem ITF Women’s Circuit. Im Doppel gelangen ihr bereits 21 Erfolge bei ITF-Turnieren sowie 21 auf der WTA Tour.
2012 stand sie mit ihrer Doppelpartnerin Raquel Kops-Jones sechs Mal im Finale eines WTA-Turniers (Niederlagen in Brisbane, Doha), die Turniere in San Diego, Seoul, Tokio und Ōsaka konnten sie allesamt gewinnen. In Sydney, Birmingham und Moskau unterlagen sie jeweils im Halbfinale den Doppel-Spezialistinnen Květa Peschke und Katarina Srebotnik bzw. Liezel Huber und Lisa Raymond sowie Marija Kirilenko/Nadja Petrowa.
Mit ihren herausragenden Leistungen im Doppel erreichte Spears im März 2015 Platz 10 im WTA-Ranking ihre bisherige Bestmarke.
Bei den Australian Open stand sie 2014 zusammen mit Raquel Kops-Jones erstmals im Halbfinale eines Grand-Slam-Turniers; sie unterlagen Jekaterina Makarowa und Jelena Wesnina in drei Sätzen.
Bei den US Open 2019 gab Spears eine auf Prasteron, Testosteron und Metabolite positive Dopingprobe ab, woraufhin sie für 22 Monate gesperrt wurde.
Sie wird daher nicht mehr in der Weltrangliste geführt.

## Turniersiege

### Einzel
| Nr. | Datum        | Turnier    | Kategorie   | Belag             | Finalgegnerin  | Ergebnis       |
| --- | ------------ | ---------- | ----------- | ----------------- | -------------- | -------------- |
| 1.  | Juli 2000    | Edmond     | ITF $10.000 | Hartplatz         | Chang Kyung-mi | 1:6, 6:4, 6:3  |
| 2.  | Oktober 2003 | Mackay     | ITF $25.000 | Hartplatz         | Trudi Musgrave | 5:2 Aufgabe    |
| 3.  | Februar 2004 | Saint Paul | ITF $50.000 | Hartplatz (Halle) | Jill Craybas   | 6:3, 6:4       |
| 4.  | Juni 2006    | Gunma      | ITF $25.000 | Teppich           | Akiko Yonemura | 6:3, 2:6, 7:66 |
| 5.  | Juni 2006    | Tokio      | ITF $10.000 | Hartplatz         | Chiaki Okadaue | 6:2, 6:2       |
| 6.  | Februar 2009 | Burnie     | ITF $25.000 | Hartplatz         | Lu Jingjing    | 6:4, 6:2       |
| 7.  | Februar 2009 | Mildura    | ITF $25.000 | Rasen             | Xenija Palkina | 5:7, 6:3, 6:2  |
| 8.  | Februar 2010 | Surprise   | ITF $25.000 | Hartplatz         | Kurumi Nara    | 6:1, 6:2       |

### Doppel
| Nr. | Datum              | Turnier    | Kategorie         | Belag           | Partnerin          | Finalgegnerinnen                   | Ergebnis         |
| --- | ------------------ | ---------- | ----------------- | --------------- | ------------------ | ---------------------------------- | ---------------- |
| 1.  | 4. Januar 2003     | Auckland   | WTA Tier IV       | Hartplatz       | Teryn Ashley       | Cara Black Jelena Lichowzewa       | 6:2, 2:6, 6:0    |
| 2.  | 15. August 2004    | Vancouver  | WTA Tier V        | Hartplatz       | Bethanie Mattek    | Els Callens Anna-Lena Grönefeld    | 6:3, 6:3         |
| 3.  | 24. Juli 2005      | Cincinnati | WTA Tier III      | Hartplatz       | Laura Granville    | Květa Peschke María Emilia Salerni | 3:6, 6:2, 6:4    |
| 4.  | 10. Mai 2009       | Oeiras     | WTA International | Sand            | Raquel Kops-Jones  | Sharon Fichman Katalin Marosi      | 2:6, 6:3, [10:5] |
| 5.  | 27. September 2009 | Seoul      | WTA International | Hartplatz       | Chan Yung-jan      | Carly Gullickson Nicole Kriz       | 6:3, 6:4         |
| 6.  | 18. September 2011 | Québec     | WTA International | Teppich (Halle) | Raquel Kops-Jones  | Jamie Hampton Anna Tatischwili     | 6:1, 3:6, [10:6] |
| 7.  | 22. Juli 2012      | Carlsbad   | WTA Premier       | Hartplatz       | Raquel Kops-Jones  | Vania King Nadja Petrowa           | 6:2, 6:4         |
| 8.  | 23. September 2012 | Seoul      | WTA International | Hartplatz       | Raquel Kops-Jones  | Oqgul Omonmurodova Vania King      | 2:6, 6:2, [10:8] |
| 9.  | 29. September 2012 | Tokio      | WTA Premier 5     | Hartplatz       | Raquel Kops-Jones  | Anna-Lena Grönefeld Květa Peschke  | 6:1, 6:4         |
| 10. | 14. Oktober 2012   | Osaka      | WTA International | Hartplatz       | Raquel Kops-Jones  | Kimiko Date-Krumm Heather Watson   | 6:1, 6:4         |
| 11. | 28. Juli 2013      | Stanford   | WTA Premier       | Hartplatz       | Raquel Kops-Jones  | Julia Görges Darija Jurak          | 6:2, 7:64        |
| 12. | 4. August 2013     | Carlsbad   | WTA Premier       | Hartplatz       | Raquel Kops-Jones  | Chan Hao-ching Janette Husárová    | 6:4, 6:1         |
| 13. | 15. Juni 2014      | Birmingham | WTA Premier       | Rasen           | Raquel Kops-Jones  | Ashleigh Barty Casey Dellacqua     | 7:64, 6:1        |
| 14. | 18. August 2014    | Cincinnati | WTA Premier 5     | Hartplatz       | Raquel Kops-Jones  | Tímea Babos Kristina Mladenovic    | 6:1, 2:0 Aufgabe |
| 15. | 28. Februar 2015   | Doha       | WTA Premier       | Hartplatz       | Raquel Kops-Jones  | Hsieh Su-wei Sania Mirza           | 6:4, 6:4         |
| 16. | 14. Juni 2015      | Nottingham | WTA International | Rasen           | Raquel Kops-Jones  | Jocelyn Rae Anna Smith             | 3:6, 6:3, [11:9] |
| 17. | 18. Oktober 2015   | Linz       | WTA International | Hartplatz       | Raquel Kops-Jones  | Andrea Hlaváčková Lucie Hradecká   | 6:3, 7:5         |
| 18. | 23. Juli 2016      | Stanford   | WTA Premier       | Hartplatz       | Raquel Atawo       | Darija Jurak Anastasia Rodionova   | 6:3, 6:4         |
| 19. | 18. Februar 2017   | Doha       | WTA Premier       | Hartplatz       | Katarina Srebotnik | Olha Sawtschuk Jaroslawa Schwedowa | 6:3, 7:67        |
| 20. | 6. August 2017     | Stanford   | WTA Premier       | Hartplatz       | Coco Vandeweghe    | Alizé Cornet Alicja Rosolska       | 6:2, 6:3         |
| 21. | 17. Juni 2018      | Nottingham | WTA International | Rasen           | Alicja Rosolska    | Mihaela Buzărnescu Heather Watson  | 6:3, 7:65        |

### Mixed
| Nr. | Datum           | Turnier         | Kategorie  | Belag     | Partner              | Finalgegner            | Ergebnis |
| --- | --------------- | --------------- | ---------- | --------- | -------------------- | ---------------------- | -------- |
| 1.  | 29. Januar 2017 | Australian Open | Grand Slam | Hartplatz | Juan Sebastián Cabal | Sania Mirza Ivan Dodig | 6:2, 6:4 |

## Abschneiden bei Grand-Slam-Turnieren

### Einzel
| Turnier         | 2004 | 2005 | 2006 | 2007 | 2008 | 2009 | Karriere |
| --------------- | ---- | ---- | ---- | ---- | ---- | ---- | -------- |
| Australian Open | Q1   | 3    | Q1   | Q3   | —    | —    | 3        |
| French Open     | Q1   | 1    | —    | Q1   | Q1   | Q1   | 1        |
| Wimbledon       | Q1   | 1    | —    | Q2   | Q1   | Q3   | 1        |
| US Open         | 1    | 1    | —    | Q1   | Q2   | Q1   | 1        |

Zeichenerklärung: S = Turniersieg; F, HF, VF, AF = Einzug ins Finale / Halbfinale / Viertelfinale / Achtelfinale; 1, 2, 3 = Ausscheiden in der 1. / 2. / 3. Hauptrunde; Q1, Q2, Q3 = Ausscheiden in der 1. / 2. / 3. Qualifikationsrunde; nicht ausgetragen

### Doppel
Die Tabelle listet die Ergebnisse der Grand-Slam-Turniere, der Tour Championships, der Olympischen Spiele, des Fed Cups bzw Billie Jean King Cups und der Turniere folgender Kategorien auf: 1990–2008: Tier I, 2009–2020: Premier Mandatory und Premier 5, ab 2021: WTA 1000.
| Turnier            | 1998 | 1999 | 2000 | 2001 | 2002 | 2003 | 2004 | 2005 | 2006 | 2007 | 2008 | 2009 | 2010 | 2011 | 2012 | 2013 | 2014 | 2015 | 2016 | 2017 | 2018 | 2019 | Karriere |
| ------------------ | ---- | ---- | ---- | ---- | ---- | ---- | ---- | ---- | ---- | ---- | ---- | ---- | ---- | ---- | ---- | ---- | ---- | ---- | ---- | ---- | ---- | ---- | -------- |
| Australian Open    | —    | —    | —    | —    | 2    | 1    | 1    | 1    | 1    | —    | —    | 2    | 1    | AF   | 1    | 2    | HF   | VF   | 2    | 1    | 2    | 2    | 1 × HF   |
| French Open        | —    | —    | —    | —    | 1    | 2    | AF   | —    | —    | —    | —    | 1    | 1    | 1    | 2    | 1    | 2    | 1    | 2    | 2    | 1    | AF   | 2 × AF   |
| Wimbledon          | —    | —    | —    | —    | 1    | 1    | 1    | AF   | 1    | —    | AF   | 1    | 1    | 2    | VF   | AF   | AF   | HF   | HF   | 1    | HF   | AF   | 3 × HF   |
| US Open            | 1    | 1    | —    | 1    | 2    | 2    | 1    | 1    | 1    | 1    | VF   | 1    | 1    | 1    | AF   | 2    | 1    | AF   | 1    | 1    | 1    | 2    | 1 × VF   |
| WTA Finals         | —    | —    | —    | —    | —    | —    | —    | —    | —    | —    | —    | —    | —    | —    | —    | —    | VF   | RR   | —    | —    | —    | —    | 1 × RR   |
| Doha               |      |      |      |      |      |      |      |      |      |      | —    |      |      |      | F    | HF   | AF   |      | AF   |      | 1    |      | 1 × F    |
| Dubai              |      |      |      |      |      |      |      |      |      |      |      | —    | —    | 1    |      |      |      | 1    |      | VF   |      | 1    | 1 × VF   |
| Indian Wells       | —    | —    | —    | —    | —    | 1    | 1    | AF   | —    | —    | —    | AF   | AF   | AF   | 1    | 1    | AF   | 1    | VF   | 1    | 1    | AF   | 1 × VF   |
| Miami              | —    | —    | —    | —    | —    | —    | —    | Q2   | —    | —    | —    | VF   | AF   | 1    | 1    | 1    | HF   | 1    | 1    | 1    | 1    | VF   | 1 × HF   |
| Hilton Head Island | —    | —    | —    |      |      |      |      |      |      |      |      |      |      |      |      |      |      |      |      |      |      |      | —        |
| Charleston         |      |      |      | —    | 1    | 1    | 1    | 1    | —    | 1    | —    |      |      |      |      |      |      |      |      |      |      |      | 5 × 1R   |
| Rom                | —    | —    | —    | —    | 1    | AF   | 1    | 1    | —    | —    | —    | —    | —    | AF   | 1    | 1    | 1    | —    | VF   | VF   | 1    | AF   | 2 × VF   |
| Madrid             |      |      |      |      |      |      |      |      |      |      |      | 1    | 1    | 1    | 1    | VF   | VF   | AF   | 1    | 1    | VF   | 1    | 3 × VF   |
| Berlin             | —    | —    | —    | —    | —    | 1    | —    | —    | —    | —    | —    |      |      |      |      |      |      |      |      |      |      |      | 1 × 1R   |
| San Diego          |      |      |      |      |      |      | —    | VF   | —    | —    |      |      |      |      |      |      |      |      |      |      |      |      | 1 × VF   |
| Cincinnati         |      |      |      |      |      |      |      |      |      |      |      | 1    | 2    | 1    | AF   | 1    | F    | —    | VF   | 1    | 1    | 1    | 1 × F    |
| Kanada             | —    | —    | —    | —    | —    | —    | —    | —    | —    | —    | 1    | —    | —    | 2    | AF   | VF   | VF   | —    | AF   | 1    | 1    | VF   | 3 × VF   |
| Tokio              | —    | —    | —    | —    | —    | —    | 1    | —    | —    | —    | —    | —    | —    | VF   | S    | 1    |      |      |      |      |      |      | 1 × S    |
| Wuhan              |      |      |      |      |      |      |      |      |      |      |      |      |      |      |      |      | HF   | VF   | VF   | VF   | 1    | VF   | 1 × HF   |
| München            | —    | —    |      |      |      |      |      |      |      |      |      |      |      |      |      |      |      |      |      |      |      |      | —        |
| Zürich             | —    | —    | —    | —    | —    | —    | —    | —    | —    | —    |      |      |      |      |      |      |      |      |      |      |      |      | —        |
| Peking             |      |      |      |      |      |      |      |      |      |      |      | —    | —    | VF   | VF   | VF   | VF   | 1    | 1    | 1    | VF   | 1    | 5 × VF   |
| Moskau             | —    | —    | —    | —    | —    | —    | —    | —    | —    | —    | —    |      |      |      |      |      |      |      |      |      |      |      | —        |
| Olympische Spiele  |      |      | —    |      |      |      | —    |      |      |      | —    |      |      |      | —    |      |      |      | —    |      |      |      | —        |
| Fed Cup            | —    | —    | —    | —    | —    | —    | —    | —    | —    | —    | —    | —    | —    | —    | —    | —    | —    | —    | —    | —    | —    | —    | —        |

Zeichenerklärung: S = Turniersieg; F, HF, VF, AF = Einzug ins Finale, Halb-, Viertel-, Achtelfinale; 1, 2, 3 = Ausscheiden in der 1., 2., 3. Haupt- / Finalrunde; Q1, Q2, Q3 = Ausscheiden in der 1., 2. 3. Qualifikationsrunde; KF (kleines Finale) = unterlegen im Spiel um Platz drei; RR = Round Robin (Gruppenphase); nicht ausgetragen oder andere Kategorie; PO (Playoff), P2 = Auf-/Abstiegsrunde zur Weltgruppe I/II im Fed Cup; W2, K1, K2, K3 = Teilnahme in der Weltgruppe II, Kontinentalgruppe I, II, III im Fed Cup.

### Mixed
| Turnier         | 2002 | 2003 | 2004 | 2005 | 2006 | 2007 | 2008 | 2009 | 2010 | 2011 | 2012 | 2013 | 2014 | 2015 | 2016 | 2017 | 2018 | 2019 | Karriere |
| --------------- | ---- | ---- | ---- | ---- | ---- | ---- | ---- | ---- | ---- | ---- | ---- | ---- | ---- | ---- | ---- | ---- | ---- | ---- | -------- |
| Australian Open | —    | —    | —    | —    | —    | —    | —    | —    | —    | —    | AF   | AF   | AF   | AF   | —    | S    | VF   | VF   | S        |
| French Open     | —    | —    | —    | —    | —    | —    | —    | —    | —    | —    | 1    | 1    | AF   | AF   | 1    | AF   | VF   | 1    | VF       |
| Wimbledon       | 2    | 2    | 1    | 2    | —    | —    | —    | 1    | —    | 1    | 2    | 2    | 2    | 1    | —    | AF   | VF   | 1    | VF       |
| US Open         | AF   | —    | —    | —    | —    | —    | —    | 1    | AF   | 1    | AF   | F    | F    | 1    | AF   | VF   | AF   | AF   | F        |

## Persönliches
Abigail Spears ist die Tochter eines Computeranalysten. Sie hat eine ältere Schwester und lebt in San Diego.